# Niegowo
Niegowo (dawniej: Nobel) – część gdańskiej dzielnicy Orunia-Św. Wojciech-Lipce nad rzeką Radunią. Polder rolniczy.

## Położenie
Niegowo w całości położone jest na depresyjnych terenach Żuław Gdańskich. Od północy oblewa je Radunia, od wschodu Czarna Łacha i Motława. Ryzyko powodziowe nie pozwoliło na urbanizację tych terenów. Przez teren osady przebiega Południowa obwodnica Gdańska w ciągu drogi ekspresowej S6 oraz linia kolejowa nr 226 prowadząca do Portu Północnego.

### Sąsiednie jednostki
- od północy: Lipce, Dolnik (część Oruni), Krępiec (wieś)
- od wschodu: Mokry Dwór
- od zachodu: Św. Wojciech, Ostróżek
- od południa: Radunica (wieś)

## Historia
Wieś położona była w drugiej połowie XVI wieku w województwie pomorskim. Posiadłość Constantina Ferbera I, burmistrza Gdańska, który nabył miejscowość od rady miasta w 1555 r. W granicach Gdańska od 1954 r. W czasach PRL znajdowało się tutaj Państwowe gospodarstwo rolne. 9 lipca 2001 r. miała miejsce powódź w Gdańsku. Niegowo zostało zalane.
Należy do okręgu historycznego Niziny.